# Alessio Cerci
Alessio Cerci (italiensk udtale: [aˈlɛssjo ˈtʃɛrtʃi]; født 23. juli 1987) er en professionel fodboldspiller fra Italien. Han spiller som fløj eller angriber for Serie A-klubben AC Milan og det italienske fodboldlandshold. Han startede sin professionelle fodboldkarriere i Roma, for hvem han spillede fire gange inden han tog på lån hos Brescia, Pisa og Atalanta. Han returnerede til Roma i 2009, hvor han spillede sporadisk under Claudio Ranieri og blev solgt til Fiorentina i august 2010. I Firenze havde Cerci et anstrengt forhold til fansene. I juni 2012 skrev han under med Torino, hvor han har haft stor succes.
International har han repræsenteret Italien fra U/16-niveau til U/21-niveau på ungdomsplan. Han fik sin debut på A-landsholdet i marts 2014 i en venskabskamp mod Brasilien.